# Johan af Segerström
Johan af Segerström, född 6 september 1777 i Stockholm, född 7 januari 1858 i Östra Vingåkers församling, Södermanlands län, var en svensk ämbetsman och godsägare. Han var måg till Carl Daniel Burén och svärfar till Charles Emil Lewenhaupt.

## Biografi
Johan af Segerström föddes 1777 i Stockholm. Han var son till kammarrådet Lars af Segerström och Charlotta Ryding. af Segerström blev student vid Uppsala universitet 9 maj 1791. Han blev extra ordinarie kammarskrivare i krigsmanshuskontoret i Krigskollegium 3 november 1796, tredje kammarskrivare 30 mars 1797 och andre kammarskrivare 22 november 1798. af Segerström beviljades avsked 21 november 1805. Han tilldelades assessors titel samma år och krigsråds titel 1819. af Segerström avled 1867 på Beckershov i Östra Vingåkers socken.

### Familj
af Segerström gifte sig 9 juli 1807 på Boxholms säteri med Maria Lovisa Burén (1787–1867), dotter till bruksägaren Carl Daniel Burén och Didrika Zetterling. De fick tillsammans barnen Charlotta af Segerström (1808–1878) som var gift med hovjunkaren Carl Adolf Drake af Hagelsrum, Augusta af Segerström (1810–1886) som var gift med kaptenen greve Adolf Wierich Lewenhaupt, ryttmästaren Lars Carl Fabian af Segerström (1812–1860) vid Skånska dragonregementet, Aurora af Segerström (1813–1884) som var gift med majoren greve Charles Emil Lewenhaupt och Johan Robert af Segerström (1814–1834).